# スプートニク2号
スプートニク2号（スプートニクにごう、ロシア語: Спутник-2）は、ソビエト連邦が1957年11月3日に打ち上げた人工衛星・宇宙船である。イヌを乗せており、世界初の宇宙船となったものである。この成功により有人宇宙船の可能性が開けるものとなった。

## 設計
1957年10月4日打ち上げのスプートニク1号に続くスプートニク計画における2つめの機体である。衛星の本体は円錐形で、質量はスプートニク1号より大幅に重い508kgに達した。船内には「ライカ」という名のイヌが乗せられていた。この他にもガイガーカウンターや2台の光度計などの計測器も搭載していた。
スプートニク2号はライカを乗せるために宇宙船として気密が保てるようになっており、内部に生命維持装置を備えていた。地上への帰還は当初より考慮されず、大気圏に再突入し安全に着陸するための装備はなかった。計画では打ち上げ7日後の餌により安楽死がされる予定で、生き延びても10日後に酸素が尽きてライカは死ぬだろうと考えられていた。実際は打ち上げ約5時間後の時点で断熱材の不備により船内が高温になり、パニックにより激しく動くライカの反応が見られたが、それから約1時間後の情報ではライカの生体反応は止まっていた。。

## 飛行

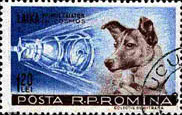
スプートニク2号打ち上げを記念した切手

スプートニク2号は1957年11月3日にバイコヌール宇宙基地よりR-7ロケットによって打ち上げられた。軌道投入当初の衛星の軌道は、近地点212km・遠地点1,660km・軌道周期103.7分だった。スプートニク2号打ち上げ計画の責任者は、スプートニク1号の時と同じくセルゲイ・コロリョフであった。
軌道投入までは順調だったものの、軌道投入後に行われるはずだったロケット本体と衛星の分離に失敗し、スプートニク2号はロケットと結合したまま軌道を周回することを余儀なくされた。さらに衛星の断熱材も一部が損傷した。これらのトラブルにより熱制御が妨げられ、船内の温度は40℃にまで上昇した。
ライカが実際にどれだけ生きながらえたかは正確には分かっていない。初期のデータではライカが動揺しつつも食事を取る様子が窺われた。その後は上記の熱制御の問題で異常な高温に晒されたため、1日か2日程度しか持たなかったと考えられている。
スプートニク2号からの通信は11月10日に途絶え、更に打ち上げ162日後の1958年4月14日に大気圏に再突入し消滅した。